# Rondibilis pascoei
Rondibilis pascoei là một loài bọ cánh cứng trong họ Cerambycidae.